# Helstatspolitikken
Helstatspolitikken er betegnelsen for den politik, der blev forsøgt ført af kong Frederik 7. og hans ministre i tiden op til Treårskrigen 1848-1851. Politikken gik ud på, at helstaten, bestående af det danske kongerige inklusive hertugdømmerne Slesvig og Holsten, så vidt som muligt skulle opretholdes.
Ved overrækkelsen af magten i landet til de nationalliberale den 22. marts 1848, måtte helstatspolitikken vige for de nationalliberales Ejderpolitik. Det såkaldte Martsministerium i 1848 var en koalitionsregering mellem de nationalliberale og konservative elementer. 
Helstatsfolk stod bag helstatsforfatningen fra oktober 1855. 
| Historie | Spire Denne historieartikel er en spire som bør udbygges. Du er velkommen til at hjælpe Wikipedia ved at udvide den. |